# Гринвуд, Эд
Эд Гринвуд (англ. Ed Greenwood; род. 21 июля 1959) — канадский писатель-фантаст, основатель популярного сеттинга Forgotten Realms («Забытые королевства»).

## Биография
Эд Гринвуд родился в 1959 году в Торонто, рос в Нью-Йорке и Онтарио, учился в Ryerson Polytechnic University, где получил степень бакалавра прикладных искусств со специализацией по журналистике. Живёт в старинном фермерском доме в окрестностях Кобурга в провинции Онтарио. Собрал большую коллекцию книг (около 40 тысяч изданий). Работал библиотекарем, журналистом, редактором, разработчиком игр. Он известный ролевик (в 1984 на GenCon-е получил звание лучшего игрока в открытом турнире AD&D), создатель игр (его игровые разработки завоевали несколько призов, а в 1992 он попал в Gamer’s Choice Hall of Fame), а также писатель-фантаст. Гринвуд также был редактором нескольких малотиражных игровых и литературных журналов, вёл собственную колонку в старейшем канадском игровом журнале «The Campaign Hack» и написал несколько сот статей для многих других игровых изданий. Многократно был почётным гостем на различных конвентах от Стокгольма до Мельбурна, где частенько появлялся в костюме Эльминстера.
Эд Гринвуд начал писать о мире Forgotten Realms с 1967—1968 года. С выходом «Dungeons & Dragons» он впервые переложил мир Forgotten Realms на игровой формат в 1975. Первая публикация о «Королевствах» в «игровой» ипостаси — статья в 30-м номере «Dragon Magazine». В 1986 году Гринвуд продал свой «campaign setting» компании «TSR». Начиная с 1987 года Forgotten Realms выросли в успешный игровой проект. Гринвуд работал почти во всех проектах компании «TSR». Любителям компьютерных ролевых игр со стажем обязательно должны были попасться хотя бы несколько игр от компании «SSI», к которым приложил руку Гринвуд («Eye of the Beholder III: Assault on Myth Drannor»), не говоря уж о «Baldur's Gate», «Tales of the Sword Coast» и «Baldur's Gate II», над которыми он работал для «Interplay», «Black Isle» и «BioWare».
Гринвуд — автор нескольких романов и множества рассказов о мире Forgotten Realms. Несколько раз писал в соавторстве. Он придумал Эльминстера, могущественного мага, одного из постоянных персонажей книг и игр Forgotten Realms. «Эльминстер: Рождение Мага» — первый его роман, который вышел в твёрдой обложке.

## Интересные факты
- Его первый роман в твердой обложке, «Эльминстер: Рождение Мага», появился в книжных магазинах на второй день Рождества (26 декабря) 1994 года и все 75,000 копий были проданы до Нового Года.
- Эд Гринвуд — один из соавторов сценария игры Baldur's Gate[3]